# Clinus robustus
Clinus robustus е вид бодлоперка от семейство Clinidae. Видът не е застрашен от изчезване.

## Разпространение
Разпространен е в Южна Африка.